# 도련선 전략
도련선 전략(島鏈線 戰略, 영어: island chain strategy)은 1951년 한국전쟁 당시 미국 외교 정책 정치인 존 포스터 덜레스가 처음 고안한 전략적 해상 봉쇄 계획이다. 서태평양에 해군기지를 배치하여 소련과 중국을 포위함으로써 세력을 투사하고 해상 접근을 제한하는 것을 제안했다.
"도련"이라는 개념은 냉전 시대에는 미국 외교 정책의 주요 주제가 되지 않았지만, 소련 붕괴 이후 오늘날까지 미국과 중국의 지정학적, 군사적 분석가들의 주요 관심사로 남아 있다. 미국에게 도련선 전략은 극동 지역에서 미군의 전력투사의 중요한 부분을 차지한다. 중국에게 이 개념은 해상 안보와 미군의 전략적 포위 위협에 대한 우려를 해소하는 데 필수적이다. 양측 모두에게 도련선 전략은 대만의 지리적, 전략적 중요성을 강조한다.

## 같이 보기
- 제1열도선
- 구단선